# Super-Großmeister
Super-Großmeister ist eine inoffizielle, mediale  Bezeichnung für Großmeister im Schach, deren Zugehörigkeit zur Weltspitze unterstrichen werden soll. Es handelt sich also nicht um einen offiziellen Titel des Weltschachbundes FIDE. Als Untergrenze zur Zugehörigkeit zu diesem Kreis wird eine bestimmte Elo-Zahl angenommen – in der Regel sind derzeit die Schachspieler mit einer Elo-Zahl von 2700 und höher gemeint. Der Ausdruck „Super-Großmeister“ zur Benennung der engeren Weltspitze kam in den 1980er Jahren auf, damals aber noch ab einer Elo-Zahl von 2600.

## Superturniere
Turniere, die dem Ideal am nächsten kommen, die weltweit besten Schachspieler zusammenzuführen, werden vielfach als „Superturniere“ bezeichnet. Eingeladen werden vorzugsweise die führenden Spieler der Weltrangliste, dazu auch Gewinner von Qualifikations-Turnieren sowie junge, aufstrebende Spieler oder regionale Großmeister. Als etablierte Superturniere gelten beispielsweise die Turniere in Wijk aan Zee und Dortmund. Daneben sind auch die Kandidatenturniere zur Ermittlung des Herausforderers des Schachweltmeisters stark besetzte Superturniere. Diese Turniere werden generell als Rundenturnier ausgetragen und nicht nach Schweizer System.
Üblicherweise werden Antrittsgelder an die Spieler gezahlt. Die Turniere werden oft per Livestream übertragen. In den Schachzeitschriften und auf entsprechenden Internetseiten wird ausführlich über sie berichtet.

## Verschiebung der Definition
Die Bezeichnung „Super-Großmeister“ wurde anfangs für Großmeister mit einer Elo-Zahl von mindestens 2600 verwendet. Diese Spitzengroßmeister bildeten bis Anfang der 1990er Jahre den überschaubaren Kreis der Weltelite, der sich jedoch schnell vergrößerte:
| Jahr | Groß meister | Elo ≥ 2600 | Elo ≥ 2700 |
| ---- | ------------ | ---------- | ---------- |
| 1995 | 517          | 59         | 9          |
| 2002 | 832          | 101        | 12         |
| 2010 | 1297         | 212        | 37         |
| 2021 | 1743         | 229        | 39         |

Super-Großmeister
Mit der Liste vom Juli 2002 hatten erstmals sämtliche Top-100-Spieler eine Elo-Zahl von mindestens 2600, davon zwölf auch über 2700. Etwa zu dieser Zeit begann man, den Begriff enger zu fassen und seither nur noch Spieler über Elo 2700 als „Super-Großmeister“ zu bezeichnen. Aktuell (Stand: Juli 2021) gibt es 40 Spieler, die eine solche hohe Zahl erreicht haben, davon 38 aktiv spielende.
Der einzige weibliche Super-Großmeister war bislang Judit Polgár, die die 2700er-Grenze erstmals Anfang 2003 erreichte. Ihr Karriere-Hoch hatte sie im Juli 2005 mit Elo 2735, damit lag sie auf Platz acht der Weltrangliste.